# Franz Ackerman
Frans Ackerman (ou Frans Ackermann ou encore François Ackerman) est un personnage qui a vécu au XIVe siècle, supposé né à Gand en Belgique (vers 1330) et mort (assassiné) à Gand le 22 juillet 1387.
Ce Gantois fut l'un des leaders populaires de la rébellion des bourgeois et marchands de la ville de Gand, qui lors de la guerre de Cent Ans refusèrent de se soumettre au roi français alors que la Flandre était française.
Le temps en a fait l'un des symboles du patriotisme, ou de la résistance des marchands gantois contre les puissants qui ont souvent tenté de soumettre la ville (en raison de sa richesse ou de sa position stratégique à la confluence de la Lys et de l'Escaut).

## Histoire

### Enfance
Son enfance ne nous est pas connue, mais il serait né dans une famille commerçante de la ville médiévale alors en expansion de Gand.

### Charges et actions militaires

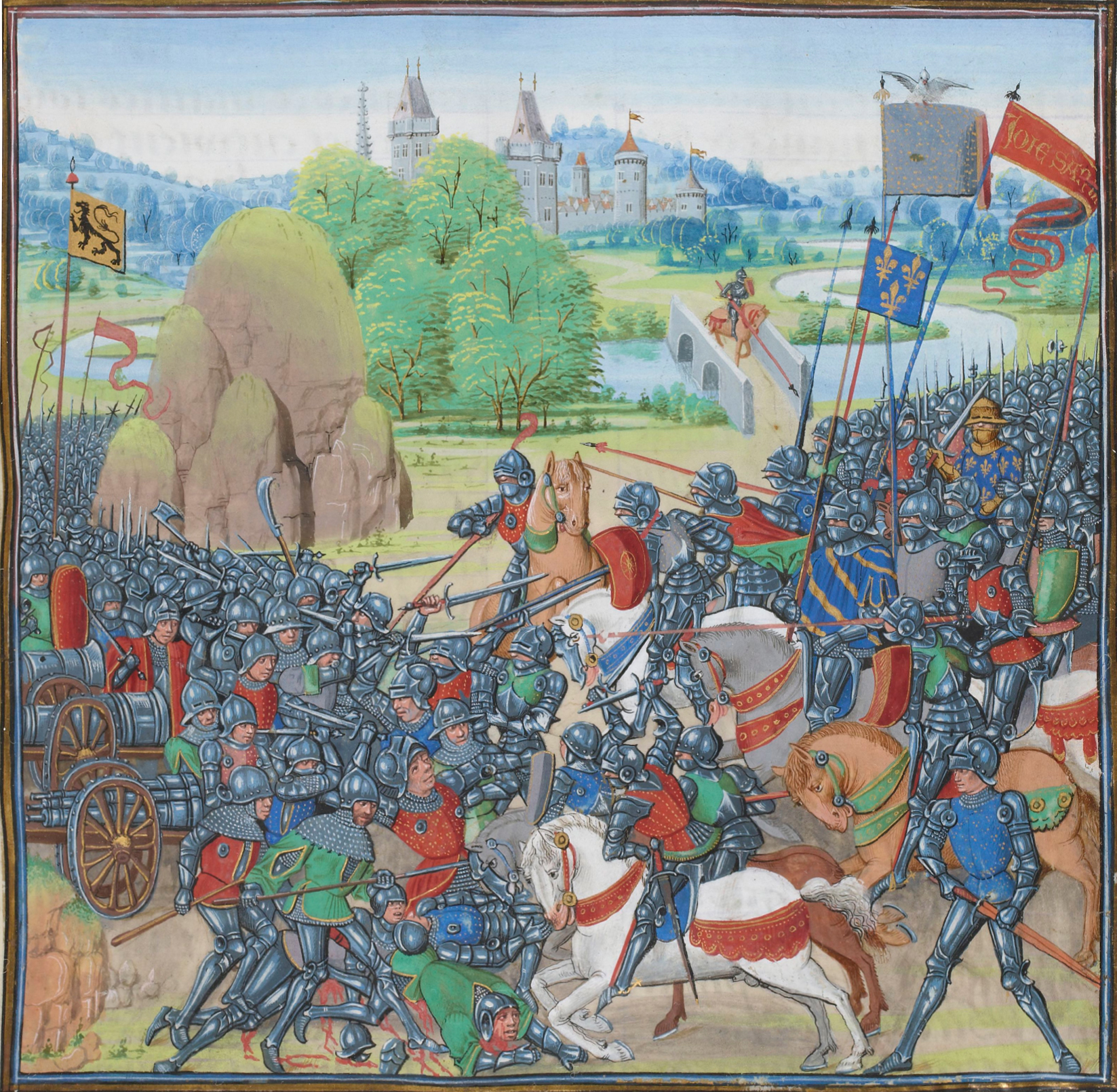
Bataille de Roosebeke (27 novembre 1382), à laquelle Franz Ackerman aurait participé et où l'armée flamande fut défaite

On sait qu'il a été nommé par Philippe van Artevelde (ou Philip van Artevelde ou Pilips van Artevelde, capitaine de Gand de 1381 à 1382 et gouverneur de Flandre en 1382) commandant d'un corps armé d'un groupe de partisans qui a un temps maintenu ouvertes les routes commerciales conduisant à Gand.
Il fut l'un des chefs de la révolte des chaperons blancs, une rébellion de la ville de Gand contre le puissant Louis de Male (ou Louis II de Flandre, aussi nommé Louis de Dampierre ou Louis de Maerle ou encore Lodewijk van Male pour les néerlandophones), fils du comte Louis Ier et de la comtesse de Bourgogne et d'Artois Marguerite Ire (1310-1382)Comte de Flandre, de Nevers et de Rethel 1346-1384, Duc de Brabant (1356), Comte d'Artois et de Bourgogne 1382-1384.
Il a participé à la bataille de Beverhoutsveld (le 3 mai 1382).
Selon un ouvrage de J Paviot (1995) sur la politique navale des ducs de Bourgogne, des documents anglais le mentionnent comme l'un des chefs des rebelles flamands mais aussi comme « admirallus Flandriae » en 1382 (et plus tard comme « nuper admirallus navium de Flandria ») (les Anglais ont soutenu la rébellion des marchands gantois).
Aux côtés de Philippe van Artevelde, dans une armée de seulement 5 000 Gantois, il contribue à mettre en déroute les 40 000 chevaliers du comte de Flandre devant Bruges le 3 mai 1382 (le nombre réel de combattant est encore discuté par les historiens, mais il est reconnu que le comte de flandre a commis de graves erreurs stratégiques).
Cette victoire permettra aux marchands gantois d'aussi s'emparer de Bruges, ce qui fera que d'autres villes de flamandes se soumettront ensuite aux Gantois. La garnison d'Audenarde restée fidèle au comte sera assiégée par les gantois dirigés par Philippe van Artevelde (alors autoproclamé régent/gouverneur « regart » du Comté de Flandre) le 9 juin avant de se diriger vers le sud en traversant la Lys à Comines pour affronter le 27 novembre 1382 les français lors d'une bataille (bataille de Roosebeke, également nommée bataille de Roosebeke) où les milices bourgeoises flamandes guidées par Ackerman seront à leur tour défaites (26 000 tués environ, dont Philippe van Artevelde lui-même, auquel succède alors F. Ackerman).
Après la mort de Philippe van Artevelde, il participe à la bataille des Dunes qu'il remporte. Il capture la ville de Damme, mais elle est assiégée pendant six semaines par l'armée du roi français Charles VI. Sans le soutien anglais promis, Ackerman ne peut briser ce siège.
Il a été négociateur pendant les pourparlers de paix avec Philippe II de Bourgogne dit Philippe le Hardi (duc de Bourgogne, alors marié à Marguerite de Malé, fille et héritière de Louis de Male). Le 18 décembre, 1385 a finalement été signé le Traité de Tournai où les privilèges Gand ont été restaurés et appliqués à toute forme de résistance à l'amnistie. 
Gand a cependant dû renoncer à son alliance avec l'Angleterre et de reconnaître le roi de France.
Ackerman après avoir refusé un poste à la cour du duc de Bourgogne, a été assassiné le 22 juillet 1387 à Saint-Pierre par le fils de M. Herzele qui a ainsi voulu venger la mort de son père (et de sa sœur selon une version romancée de l'Histoire).

## Utilisations posthumes du nom ou de la« légende »de Frans Ackerman
- Frans Ackerman, comme Philip Van Artevelde [6] est aussi devenu un symbole de la résistance de la Flandre ainsi que le héros d'un opéra flamand en 1867 ;
- Divers gravures et sculptures le représentent (aux XIXe et XXe siècles, dont par exemple un buste en terre cuite, par Domien Van Den Bossche, certains peut être fait d'après des figures plus anciennes (pièce de monnaie[7], médaillons ou cartouches ?) selon Hooft, E. (2006) [8].